# Brilliant Disguise
Brilliant Disguise è il primo singolo estratto da Tunnel of Love, l'ottavo album in studio del cantautore statunitense Bruce Springsteen. È stato pubblicato nell'ottobre del 1987, arrivando alla posizione numero 5 della Billboard Hot 100 e al primo posto della Mainstream Rock Songs. Il singolo successivo, Tunnel of Love, raggiungerà anch'esso il primo posto della Mainstream Rock Songs, dando a Springsteen due numero 1 consecutivi.

## Storia
Come gran parte dell'album Tunnel of Love, Brilliant Disguise è stata registrata nello studio casalingo di Springsteen, chiamato Thrill Hill East, tra il gennaio e il maggio del 1987 con alcuni membri della E Street Band. In questa canzone, Springsteen ha suonato diversi strumenti ed è stato accompagnato dalle tastiere di Roy Bittan, dall'organo di Danny Federici e dalla batteria di Max Weinberg.
Il testo della canzone rappresenta una confessione d'insicurezza da parte di Springsteen. Vengono descritte emozioni che comprendono gelosia, confusione e ansia da parte del cantante sul fatto che sua moglie sia per lui diventata un estraneo. Il testo fa riferimento alle maschere indossate dalle persone e all'amarezza che può scaturire quando ci si rende conto dell'oscurità celata dietro alle maschere stesse.
Il ritmo tranquillo della canzone aumenta progressivamente. Il sound è ridimensionato dal tipico stile della E Street Band. Il cantante ammette di avere fatica nel fare le cose per bene, ma ciò non aiuta. Egli non può fidarsi né di sé stesso, né di sua moglie. Sia Springsteen che la donna continuano a svolgere i rispettivi ruoli – lui del "faithful man" (uomo fedele), lei della "loving woman" (donna innamorata), ma il cantante è comunque devastato dalla propria insicurezza.
Un verso chiave a metà canzone recita: "I wanna know if it's you I don't trust / Because I damn sure don't trust myself" ("Voglio sapere se è di te che non mi fido / perché proprio non mi fido di me stesso"). Queste parole sintetizzano le emozioni che risuonano in tutta la canzone e, probabilmente, nell'intero secondo lato dell'album Tunnel of Love.
Springsteen stesso ha ammesso riguardo al brano:
La copertina originale del singolo è una foto scattata da Pamela Springsteen, sorella di Bruce.

## Video musicale
Come alcuni altri videoclip estratti dall'album Tunnel of Love, tra cui Tunnel of Love, One Step Up e Tougher Than the Rest, il video di Brilliant Disguise è stato diretto da Meiert Avis.
Il video, girato interamente in bianco e nero, riflette efficacemente le emozioni descritte nel testo della canzone. L'ambientazione è una cucina a tre pareti ricreata su una spiaggia del New Jersey, al cui interno viene mostrato Springsteen seduto a disagio sul bordo di una sedia. Egli suona la sua chitarra mentre canta di cosa significa fidarsi di qualcuno, guardando dritto nella telecamera senza battere ciglio, mentre l'inquadratura va restringendosi sempre di più sul suo primo piano. Questa esibizione molto personale riflette efficacemente i temi della canzone.
Il clip intensamente personale di Brilliant Disguise ha introdotto un territorio nuovo per MTV, in quanto strutturato su un'unica ripresa per tutta la sua durata. Il video presenta inoltre una traccia vocale ri-registrata dal vivo durante le riprese, tecnica ai tempi molto rara nei videoclip e riusata in seguito da Springsteen per Streets of Philadelphia e Lonesome Day.

## Esibizioni dal vivo
Nonostante la sua natura introspettiva, la canzone è stata eseguita dal vivo diverse volte, principalmente nelle esibizioni di Springsteen da solista piuttosto che in quelle con la E Street Band.

## Tracce
7" Single CBS 651141-7
1. Brilliant Disguise – 4:16
2. Lucky Man – 3:29

12" Single CBS 651141-6
1. Brilliant Disguise – 4:16
2. Lucky Man – 3:29
3. 4th of July, Asbury Park (Sandy) – 5:36

## Classifiche

### Classifiche settimanali
| Classifica (1987)                | Posizione massima |
| -------------------------------- | ----------------- |
| Australia                        | 17                |
| Belgio (Fiandre)                 | 12                |
| Canada                           | 9                 |
| Finlandia                        | 2                 |
| Francia                          | 52                |
| Germania                         | 38                |
| Irlanda                          | 2                 |
| Italia                           | 9                 |
| Norvegia                         | 1                 |
| Nuova Zelanda                    | 26                |
| Paesi Bassi                      | 15                |
| Regno Unito                      | 20                |
| Spagna                           | 7                 |
| Stati Uniti                      | 5                 |
| Stati Uniti (mainstream rock)    | 1                 |
| Stati Uniti (adult contemporary) | 5                 |
| Sudafrica                        | 19                |
| Svezia                           | 3                 |
| Svizzera                         | 16                |

### Classifiche di fine anno
| Classifica (1987) | Posizione |
| ----------------- | --------- |
| Canada            | 62        |
| Italia            | 57        |
| Stati Uniti       | 86        |